# Paolo (moneta)
Il paolo o paulo era una moneta pontificia; questo nome fu dato al giulio da 2 grossi quando nel 1540 papa Paolo III (da cui il nome) ne fece aumentare il contenuto d'argento a 3,85 g. La prima coniazione di Paolo III recava al dritto le armi papali e al rovescio San Paolo.
Ai tempi dell'arrivo dei rivoluzionari francesi, il Paolo era valutato sulla piazza milanese col valore di 14 soldi.
A Roma ancora nell'Ottocento era il nome popolare della moneta da 10 baiocchi. I nomi di paolo e giulio erano in uso a Roma fino al pontificato di Pio IX, anche quando queste monete non erano più in circolazione, per indicare la moneta da 10 baiocchi. 
Lo stesso nome presero monete di altri stati italiani. Nel Granducato di Toscana circolò il paolo da 8 crazie.